# Plathypena obesalis
Plathypena obesalis är en fjärilsart som beskrevs av Stephens. Plathypena obesalis ingår i släktet Plathypena och familjen nattflyn. Inga underarter finns listade i Catalogue of Life.